# Distúrbios no Kosovo em 2004
Os violentos distúrbios ocorridos no Kosovo eclodiram em 17 de março de 2004 quando os albaneses de Kosovo, totalizando mais de 50 000, participaram de ataques em larga escala aos sérvios do Kosovo, que foram comparados pelo então primeiro-ministro sérvio, Vojislav Kostunica, a uma limpeza étnica.  Foi o maior incidente violento na província desde a Guerra do Kosovo de 1998-1999. Durante os distúrbios, civis foram mortos, milhares de sérvios foram forçados a deixar suas casas, 935 casas, 10 instalações públicas (escolas, centros de saúde e postos de correio) e 35 edifícios da Igreja Ortodoxa Sérvia foram profanados, danificados ou destruídos, e seis cidades e nove aldeias sofreram limpeza étnica, de acordo com relatos de fontes de notícias na Sérvia.
Os eventos também foram chamados de "Kristallnacht de Kosovo" e na Sérvia "Pogrom de Março".